# Памятник Ивану Паскевичу
Памятник Ивану Паскевичу — разрушенный памятник в Варшаве, посвящённый наместнику Царства Польского, генерал-фельдмаршалу Российской империи Ивану Паскевичу. Находился в Краковском предместье, перед Наместническим дворцом на месте современного памятника Юзефу Понятовскому.

## История
Памятник Паскевичу спроектирован русским скульптором Николаем Пименовым, который работал над памятником с 1857 года, однако скоропостижно скончался в 1864 году. Над завершением памятника работал скульптор Александр фон Бок, сменивший Пименова на посту профессора-преподавателя скульптурного класса Императорской Академии художеств. Модель памятника Паскевича, показанная им в 1869 году на академической выставке, получила высочайшее утверждение. Отливка памятника производилась известной петербургской фирмой «Никольс и Плинке». Памятник торжественно открыли 21 июня 1870 года в присутствии императора Александра II. Стоявший на его месте первый памятник Юзефу Понятовскому был демонтирован после подавления польского восстания 1830 года и перевезён сначала в Новогеоргиевскую крепость, а позже — в резиденцию Паскевича в Гомеле.
В 1917 году по инициативе немецких оккупационных сил памятник Паскевичу был демонтирован и разобран на части, которые впоследствии переплавили. Единственным уцелевшим фрагментом стал один из четырёх барельефов, украшавших пьедестал монумента, на котором изображена сцена штурма Варшавы 1831 года русской армией. На сегодняшний день фрагмент хранится в Музее Войска Польского в Варшаве.
В 1921 году после завершения Советско-польской войны по Рижскому договору большевики обязывалась вернуть польской стороне памятник Понятовскому, находившийся до этого 82 года в гомельской резиденции Паскевича. По возвращении в Польшу скульптура была торжественно установлена на Саксонской площади, где она простояла вплоть до её уничтожения немцами в 1944 году. На месте памятника Паскевичу стоял памятник легионерам. В 1965 году на историческом месте была установлена копия памятника Понятовскому.

## Композиция
Памятник, выполненный в стиле академического классицизма, представлял из себя бронзовую, высотой 4,5 м фигуру князя, стоявшую на постаменте. На лицевой грани был изображен въезд в Варшаву в августе 1840 года императора Николая I и цесаревича Александра Николаевича с невестой в сопровождении Великого князя Михаила Павловича и генерал-фельдмаршала Ивана Паскевича. Боковые грани отображали штурм варшавского предместья Воля и взятие Эривани в 1827 году. На задней грани красовались герб Паскевича и его девиз: «Честь и верность». Общая высота памятника вместе со ступенчатым мраморным постаментом составляла 12,2 м.

## Галерея
- Открытка с памятником, начало XX века
- Открытие памятника, 1870 год
- Демонтаж памятника в 1917 году
- Барельеф «Штурм Варшавы» (единственный сохранённый фрагмент памятника) в экспозиции Музея Войска Польского